# 薩雷科爾區
53°24′36″N 65°39′36″E / 53.41000°N 65.66000°E

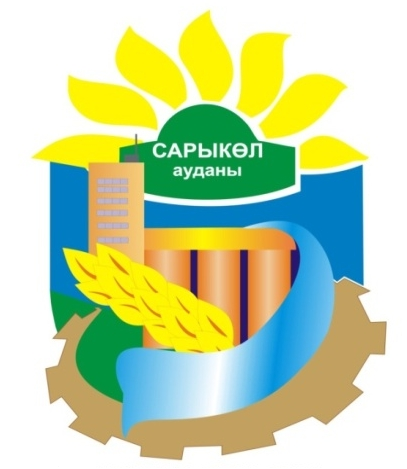

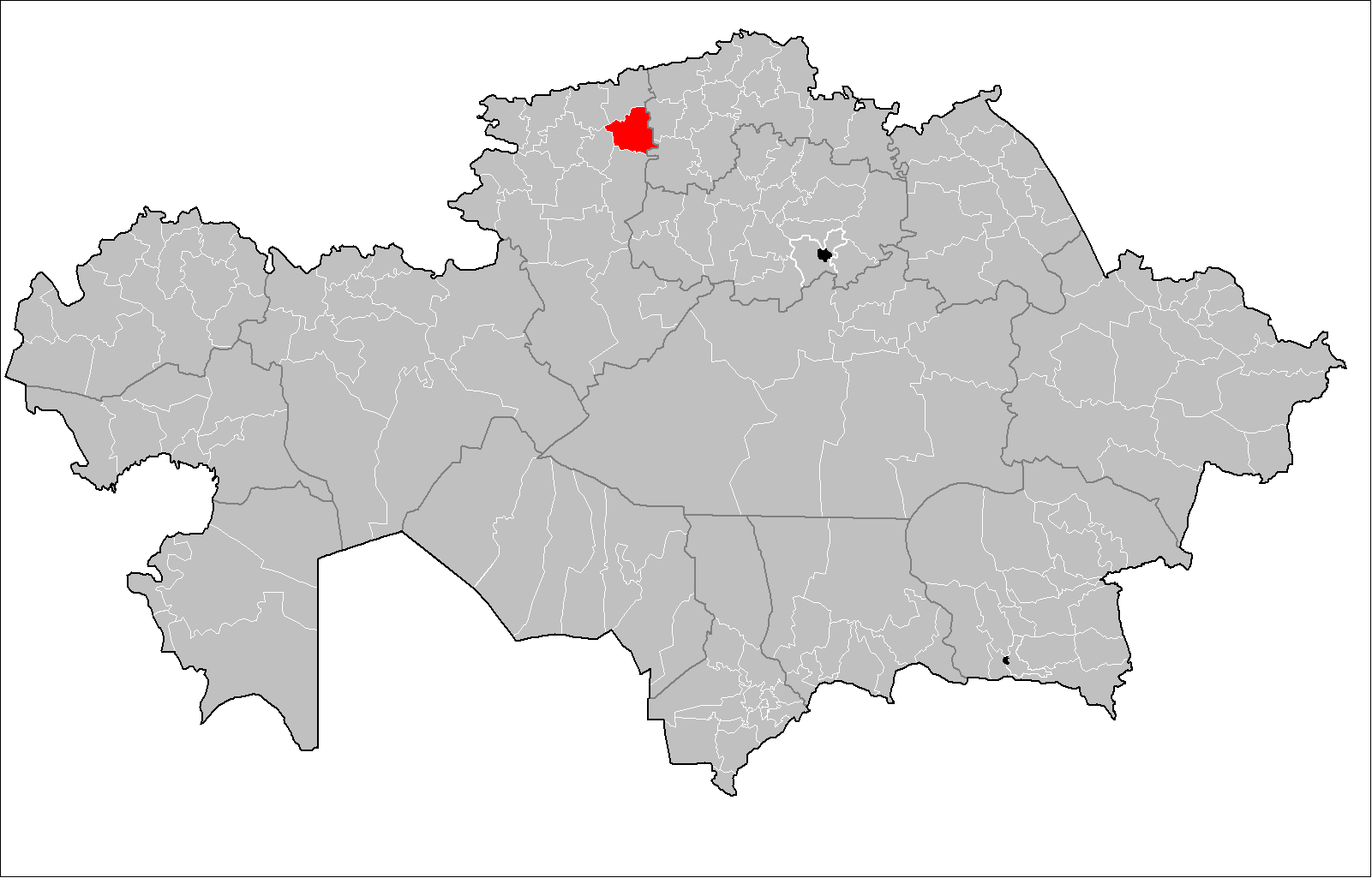

薩雷科爾區是哈薩克斯坦的行政區，位於該國北部，由庫斯塔奈州負責管轄，首府設於薩雷科爾，始建於1936年，面積6,116平方公里，2015年人口22,511。